# Yuji Hashimoto
Yuji Hashimoto (Ibaraki, 13 mei 1970) is een voormalig Japans voetballer.

## Carrière
Yuji Hashimoto speelde tussen 1993 en 1998 voor Gamba Osaka en Sagan Tosu.